# شيم حصاني
شيم حصاني (الاسم العلمي: Caranx hippos) (بالإنجليزية: Crevalle jack)‏ هو نوع من الأسماك يتبع جنس الشيم من فصيلة الشيميات.